# Bodberg
Bodberg är en by i Norsjö kommun bestående av några få hus. Bodberg ligger söder om byn Bastutjärn, längs vägen mellan Norsjö och Bjurträsk. 
Bodberget ligger på en sluttning i ett markant höjdläge, en placering som valdes för att undvika frost, vilket är karakteristiskt för många nybyggen i inlandet. Odlingslandskapet i Bodberget sköts på ett traditionellt sätt. De småflikiga åkerformerna vittnar om att all tillgänglig mark har uppodlats.
Bodberg är en gammal jordbruksby som grundades i början av 1800-talet. Den första bofasta innevånaren hette Jan Hermansson och hans nybygge stod klart 1802.[källa behövs] Ett miniatyrbygge av den första bondgården i byn finns att beskåda i Maurselestugan vid skidlöparmuseet. Det är från den ursprungliga gården som flera avstyckningar gjorts och därifrån har en by bildats. Namnet antyder att platsen tidigare har fungerat som ett fäbodställe.